# Solen (tarotkort)

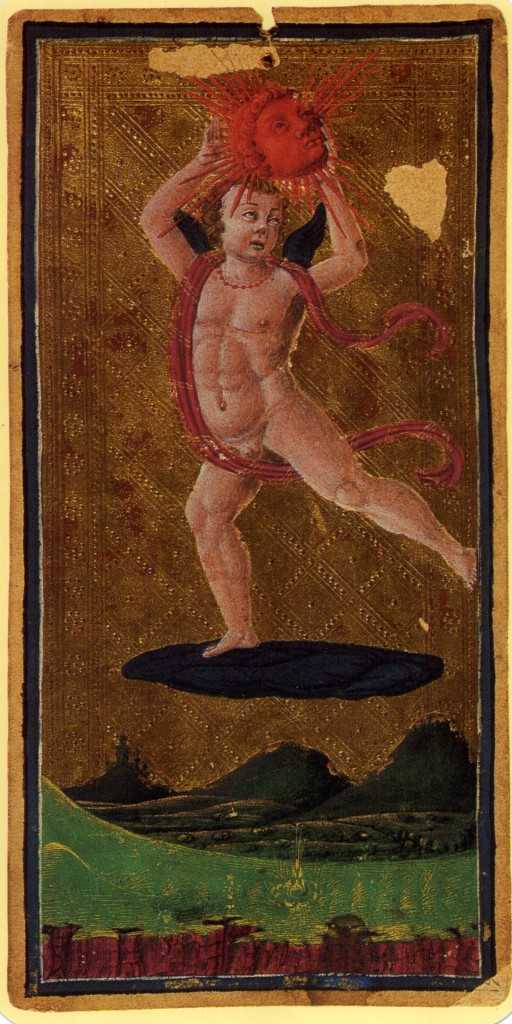
En äldre version av solenkortet med ett barn som håller solen istället för att rida på en häst.

Solen är ett av de 78 korten i en tarotkortlek och är ett av de 22 stora arkanakorten. Kortet ses generellt som nummer 19. Rättvänt symboliserar kortet glädje, framgång, optimism, vitalitet, självförtroende och sanning. Omvänt symboliserar kortet hindrad glädje, entusiasm, pessimism och orealistiska förväntningar. Kortet föreställer generellt ett naket barn som leker eller rider på en vit häst under en sol. Det finns även variationer av kortet som innehåller en man och en kvinna liksom solrosor.